# Jean-Pierre-Désiré Jentgen
Jean-Pierre-Désiré Jentgen, mieux connu sous le nom de Pierre Jentgen, né le 15 juillet 1884 à Kleinbettingen (Luxembourg) et mort le 26 septembre 1959 à Bruxelles (Belgique), est un juriste, magistrat et haut fonctionnaire belge d'origine luxembourgeoise qui a consacré sa vie à l’étude scientifique du droit colonial belge. Il est reconnu comme étant l'un des plus éminents juristes du droit colonial belge. Il a durant sa vie rédigé d'importants ouvrages tels que Régime de la faillite au Congo belge ou encore La terre belge du Congo : étude sur l'origine et la formation de la Colonie du Congo belge. On lui doit également plusieurs cartes géographiques, les plus importantes étant celles sur les frontières du Congo belge et les frontières du Ruanda-Urundi.

## Éléments personnels
Pierre Jentgen naît Jean-Pierre-Désiré Jentgen le 15 juillet 1884 de l'union entre Louis Jentgen et Thérèse de Atten, à Kleinbettingen au Grand-Duché de Luxembourg. Dans sa jeunesse, il quitte son pays natal et rejoint la France où il entreprend des études de droit à l'Université de Paris. Il rejoint ensuite Bruxelles pour y terminer ses études et obtient le diplôme de docteur en droit, conféré par le jury luxembourgeois, couronnant ainsi son parcours académique. Aussitôt ses études terminées, il entame sa carrière de juriste en tant qu'avocat au Luxembourg et acquiert par la suite la nationalité belge. En mars 1926, il épouse Maria Léonard avec qui il n'aura de cesse, durant toute sa vie, de venir en aide aux infortunés et plus particulièrement aux victimes de guerre.

## Carrière professionnelle
Pierre Jentgen commence sa carrière de juriste en tant qu'avocat au Luxembourg. Cependant, il développe très rapidement un vif intérêt pour les territoires d'outre-mer administrés par la Belgique.

### Au Congo belge (1923-1931)
Très attiré par l'Afrique, il effectue deux séjours au Congo belge, respectivement de 1923 à 1926 et de 1928 à 1931.
Il est nommé en 1923, date du début de son premier séjour, adjoint au directeur du service administratif de la justice à Boma au Congo belge. Il est ensuite promu sous-directeur en 1924 puis directeur en 1926 au même service.
Il prend un congé en mars 1926 durant lequel il retourne en Belgique et se marie.
En 1928, lors de son second séjour, il est nommé juge du tribunal de première instance d'Élisabethville. Dans les années qui suivent, il est promu au rang de juge président de la même juridiction.
Sa carrière de juriste prend un nouveau tournant en 1931 lorsqu'il décide de mettre fin à son engagement dans les colonies, contraint par des problèmes de santé de rentrer en Belgique.

### En Belgique (1932-1959)
De retour en Belgique, il occupe simultanément plusieurs hauts postes en récompense des services rendus à la nation belge durant ses deux séjours au Congo belge.
En 1932, il est nommé au poste de sous-directeur à la direction générale des affaires politiques, administratives et judiciaires au Ministère des Colonies. Il est promu directeur dans le même organisme en 1938 puis directeur général honoraire en 1948. Il est entre temps, en 1938, nommé au poste d'auditeur-adjoint puis d'auditeur au Conseil colonial. Après la Seconde Guerre mondiale, il devient membre du Conseil d’administration de l’Unatra. En 1955, il en devient le président honoraire. Il occupe également les postes de président du conseil d'administration de la Chanic et de membre ainsi que d'administrateur du comité directeur de la Société de crédit au colonat et à l'industrie. En 1942, il devient associé de l'Académie royale des sciences d'Outre-mer. Il en devient ensuite membre en 1958 puis vice-président en 1959.
En 1950, le Journal des tribunaux d'Outre-mer est créé et il devient membre de son comité de rédaction, ce qui explique qu'il y signe bon nombre d'articles.

## Fin de vie
Pierre Jentgen meurt le 26 septembre 1959, à Bruxelles, des suites d'une brève maladie, à l'âge de 75 ans.
Son décès précède de seulement quelques mois l’indépendance du Congo, un évènement que ce juriste engagé dans le colonialisme aurait probablement mal vécu. L’historien Jean Stengers rapporte qu’en 1958, Jentgen lui exprime sa perplexité face à la montée du nationalisme congolais, affirmant que tous les juristes s'accordent à considérer les congolais comme des nationaux belges.
Ses funérailles sont rapportées par la presse luxembourgeoise. Selon Jean Fosty, une cérémonie a eu lieu en son nom à l'église Saint-Augustin, rassemblant un large éventail de personnalités. Parmi les participants figurent des personnalités de premier plan telles qu'August De Schryver, ministre du Congo belge et du Ruanda-Urundi, ainsi que Nicolas Hommel, ambassadeur du Luxembourg et André Schöller, vice-gouverneur général du Congo. Des membres du Conseil Colonial, de l'Académie royale des sciences d'Outre-mer, d'anciens magistrats coloniaux, des dirigeants de sociétés coloniales et d'autres personnalités sont également présents.
Sa dépouille est inhumée au cimetière de Luxembourg.

## Publications
Pierre Jentgen n'a de cesse de produire du savoir tout au long de sa carrière. Son intérêt, portant essentiellement sur le droit civil et patrimonial, le droit commercial, le droit des faillites, le droit public et administratif ainsi que sur le droit international, est déployé dans divers sujets, tous relatifs au droit colonial. Ses multiples publications font de lui l'un des plus éminents juristes du droit colonial belge. On compte parmi celles-ci des ouvrages, des articles doctrinaux, des commentaires d'arrêts émis durant son mandat de juge président au tribunal de première instance d'Élisabethville et des cartes géographiques.

### Ouvrages
En 1937, il publie La terre belge du Congo, un ouvrage dans lequel il offre une étude approfondie sur l'origine et la formation de la colonie. Cet ouvrage examine les questions juridiques entourant la fondation et l'annexion du Congo à la Belgique. Il explore également les limitations de souveraineté résultant de l'imprécision des frontières congolaises.
En 1950, il publie un ouvrage sur les contrats d'hypothèque qui s'appliquent au Congo belge intitulé Genèse de l'hypothèque conventionnelle en droit congolais. L'auteur y explique la naissance, les caractéristiques et les conditions qui définissent le régime hypothécaire congolais. Il va par ailleurs démontrer l'influence de la métropole sur l’élaboration du système juridique congolais de l'époque, calqué en grande partie sur le système juridique belge. Outre les similitudes, il va aussi relever les différences qui subsistent entre les deux systèmes. Comme il le mentionne dans son ouvrage:«tandis qu’en droit belge le sol et les bâtiments qu’il porte, voire les diverses parties de ces bâtiments, peuvent appartenir à des propriétaires distincts, la législation congolaise, dominée en cette matière par les principes du droit romain, ne reconnaît la qualité de propriétaire qu’au maître du sol.»
Les frontières constituent un sujet d’intérêt pour le juriste. Selon lui, la création d'un territoire étatique s'effectue lors de la détermination des frontières. L'existence d'un État est donc intrinsèquement liée à l'existence de frontières. En 1952 et 1957, il se penche respectivement sur les frontières de la colonie du Congo et du territoire sous mandat du Ruanda-Urundi. Il rédige alors un ouvrage pour chacune des deux situations. Dans le premier ouvrage Les frontières du Congo belge, il présente une approche détaillée et méthodique de l'histoire et de la géographie des frontières de la colonie, sans entreprendre une analyse approfondie de celle-ci. Le second ouvrage, Les frontières du Ruanda-Urundi et le régime international de tutelle constitue une continuation naturelle de la précédente étude. L'auteur évite par exemple de rouvrir les débats sur les questions de principe déjà traitées et se focalise sur les spécificités propres au Ruanda-Urundi. Cet ouvrage présente un récit historique des événements qui ont conduit à l'administration belge de la région, tout en fournissant des informations géographiques et ethnographiques pour contextualiser les frontières. Il examine les aspects juridiques des frontières en mettant en évidence les conventions internationales qui ont joué un rôle crucial dans leur établissement. L'ouvrage détaille également les opérations de mesure et de délimitation sur le terrain, offrant un aperçu pratique des défis rencontrés. Il explore par la même occasion le régime de tutelle au Ruanda-Urundi, dépassant ainsi le cadre strict des frontières pour explorer le contexte politique et administratif dans lequel elles s'inscrivent.
On compte également parmi ses ouvrages: 
- 1931: Le régime des faillites au Congo belge. Guide et instructions à l'usage des curateurs de faillites.
- 1945: Études sur le droit cambiaire - Préliminaires à l’introduction au Congo belge d’une législation relative au chèque.
- 1946: Les pouvoirs des Secrétaires généraux du Ministère des Colonies pendant l’occupation.

### Articles
- L'entretien et le rapatriement des indigents à charge de la bienfaisance publique, R.J.C.B., 15 février 1925, p. 96 à 100.
- Du concours d'infractions, R.J.C.B., 1er novembre 1928, p. 306 à 310.
- Du droit actuel à devenir propriétaire dans ses rapports avec le régime hypothécaire, R.J.C.B., octobre 1939, p. 266 à 269.
- Position de la Colonie du Congo belge en présence des tendances nouvelles de la politique coloniale, B.I.R.C.B., 1945, p. 227 à 249.
- De la délégation des pouvoirs en droit public congolais, Zaïre, janvier 1947, p. 77 à 83.
- Du pouvoir de l'emphytéose de faire des immeubles par destination, B.I.R.C.D., 1950, p. 377 à 400.
- Coup d'oeil sur la réforme foncière de 1949. La propriété des immeubles par incorporation envisagée séparément du sol. Les maisons à appartements, J.T.O., 1950 et 1951, p. 65 à 68 et 78 à 79.
- Introduction de la loi uniforme sur la lettre de change et le billet à ordre dans la législation du Congo belge et du Ruanda-Urundi, J.T.O., 15 avril 1952, p. 40 à 45.
- Des organismes paraétatiques. Contrôle. Organisme d'économie mixte, J.T.O., 15 décembre 1952, p. 161 à 164.
- De l'acquisition et de la transmission droits réels immobiliers, J.T.O., 15 octobre 1954, p. 141 à 144.
- Du mécanisme et des effets de la condition résolutoire expresse en droit congolais, J.T.O., 15 juin 1957, p. 81 à 83.
- De la créance du tireur porteur d'une lettre de change sur le tiré-accepteur, J.T.O., 15 juin 1958, p. 81 à 84.

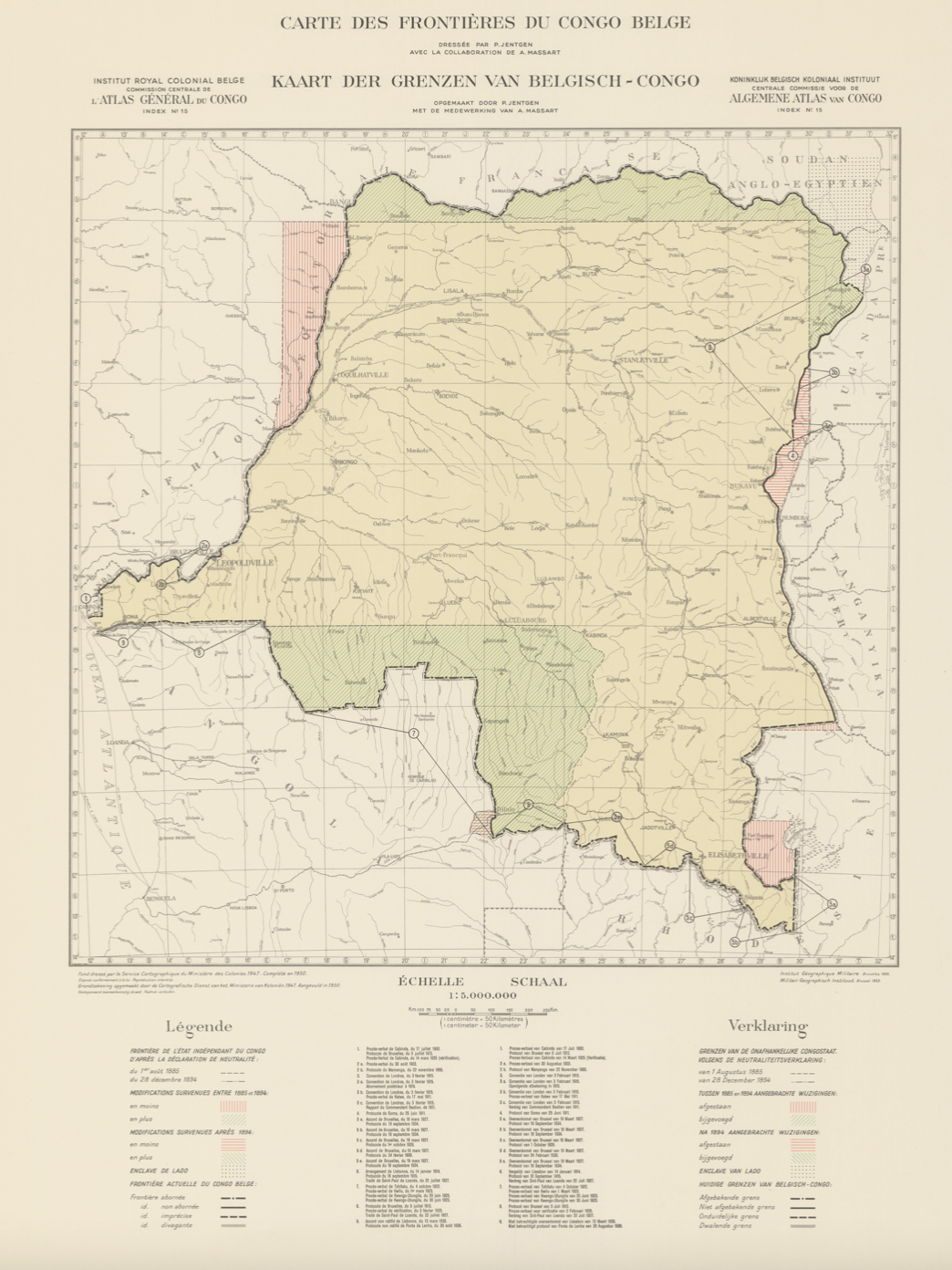
Carte des frontières du Congo belge.

### Cartes
- Atlas général du Congo. Carte des frontières, I.R.C.B., 1953, (avec la collaboration de A. Massart).
- Atlas général du Congo. Carte des frontières du Ruanda-Urundi, A.R.S.C., 1958.
- 10 cartes contenues dans l'ouvrage Les frontières du Congo belge, 1952.
- 5 cartes contenues dans l'ouvrage Les frontières du Ruanda-Urundi et le régime international de tutelle, 1957.

## Distinctions honorifiques
1. Officier de l’Ordre de Léopold
2. Commandeur de l’Ordre royal du Lion
3. Commandeur de l’Ordre de la Couronne
4. Étoile de service du Congo
5. Médaille du cinquantenaire du Congo belge
6. Commandeur de l’Ordre de la Couronne de Chêne